# The Broken (pel·lícula)
The Broken és una pel·lícula de terror franco-britànica del 2008 escrita i dirigida per Sean Ellis i protagonitzada per Lena Headey.

## Argument
Gina és una especialista en radiologia que treballa en un hospital de Londres. En companyia del seu xicot i part de la seva família, acudeix a l'aniversari del seu pare, però durant el sopar hi ha un fet que sembra la discòrdia entre tots els convidats: el trencament inexplicable d'un mirall de la paret.
La família aviat deixa de pensar-hi, però l'endemà, la Gina veu una dona al carrer que s'assembla exactament a ella, i condueix un cotxe idèntic al seu. Encuriosida, la segueix i irromp al seu apartament, on descobreix una foto d'ella i del seu pare. Gravament sacsejada, la Gina fuig en cotxe però xoca amb un altre vehicle, i la violència de l'impacte la fa oblidar les circumstàncies de l'accident i els fets que el van precedir.
Quan surt de l'hospital, s'instal·la amb el seu xicot, però observa una curiosa filtració al sostre del seu bany i descobreix que el seu comportament ha canviat...

## Repartiment
- Lena Headey com a Gina McVey, una "radiòloga jove i bella", que és la protagonista de la història.[3]
- Richard Jenkins com a John McVey[3]
- Asier Newman com a Daniel McVey[3]
- Michelle Duncan com a Kate Coleman[3]
- Melvil Poupaud com Stephan Moreau[3]
- Howard Ward com a Jim
- Andrew Havill com el Dr. Myers
- Damian O'Hare com Anthony
- Lobo Chan com a Harry Lee

## Llançament
La pel·lícula es va estrenar el 18 de gener de 2008 com a part del Festival de Cinema de Sundance. També va ser la primera opció a Horrorfest 2009i va participar al XLI Festival Internacional de Cinema Fantàstic de Catalunya, on Angus Hudson va guanyar el premi a la millor fotografia.